# Laisse aller... c'est une valse !
Pour plus de détails, voir Fiche technique et Distribution.
Laisse aller... c'est une valse ! est une comédie policière italo-française réalisée par Georges Lautner en 1971.
Le film débute alors que Serge Aubin sort de prison, après y avoir purgé une peine de trois ans pour vol de bijoux sans avouer à la police où il les a cachés. À sa sortie, il rejoint son épouse Carla, qu'il croit responsable de son emprisonnement, et l'enlève avec l'aide de son ami Michel, poursuivi par le commissaire Caillaud qui tente de savoir où sont cachés les bijoux. Le parcours des personnages va être parsemé de nombreux cadavres de gangsters tout autant intéressés par ce trésor que Serge Aubin aura bien du mal à retrouver,.

## Synopsis
Libéré au bout de trois ans de prison à la suite d'un vol de bijoux, Serge Aubin, reçu par le commissaire Caillaud avant de quitter la prison qui le prévient qu'il va subir de sérieuses difficulté s'il ne rend pas les bijoux, est accueilli par des tueurs du comte Varèse à sa sortie. Les gangsters veulent absolument lui faire avouer où il a caché son butin.
Emmené dans un appartement en plein Paris, Aubin se voit infliger une succession de tortures par les bandits, mais il ne dévoile que le nom d'un certain Santini, sans en dire plus. Son ami Michel Beddouk, tireur d'élite, qu'il a connu en prison, décide de venir à son secours. Grâce à de nombreux stratagèmes, ce dernier réussit à éliminer tous les membres de la bande de truands. Serge Aubin et Michel se rendent auprès de Carla, l'épouse de Serge, afin de l'éliminer à son tour. En effet, selon Aubin, ce serait elle qui l'aurait dénoncé, tout en se rapprochant du comte Varèse dont elle est devenue la maîtresse. Aubin, se sentant doublement trahi, s'apprête donc à lui faire payer sa forfaiture dans une ferme isolée et va jusqu'à demander à Michel de creuser une tombe pour y cacher le cadavre. Mais Carla sait jouer de ses charmes et réussit à se réconcilier avec Aubin. Les trois personnages, désormais unis, vont réussir à tenir tête aux complices du comte Varèse et aux policiers du commissaire, qui tentent à tout prix de connaître le secret de la cachette du butin.

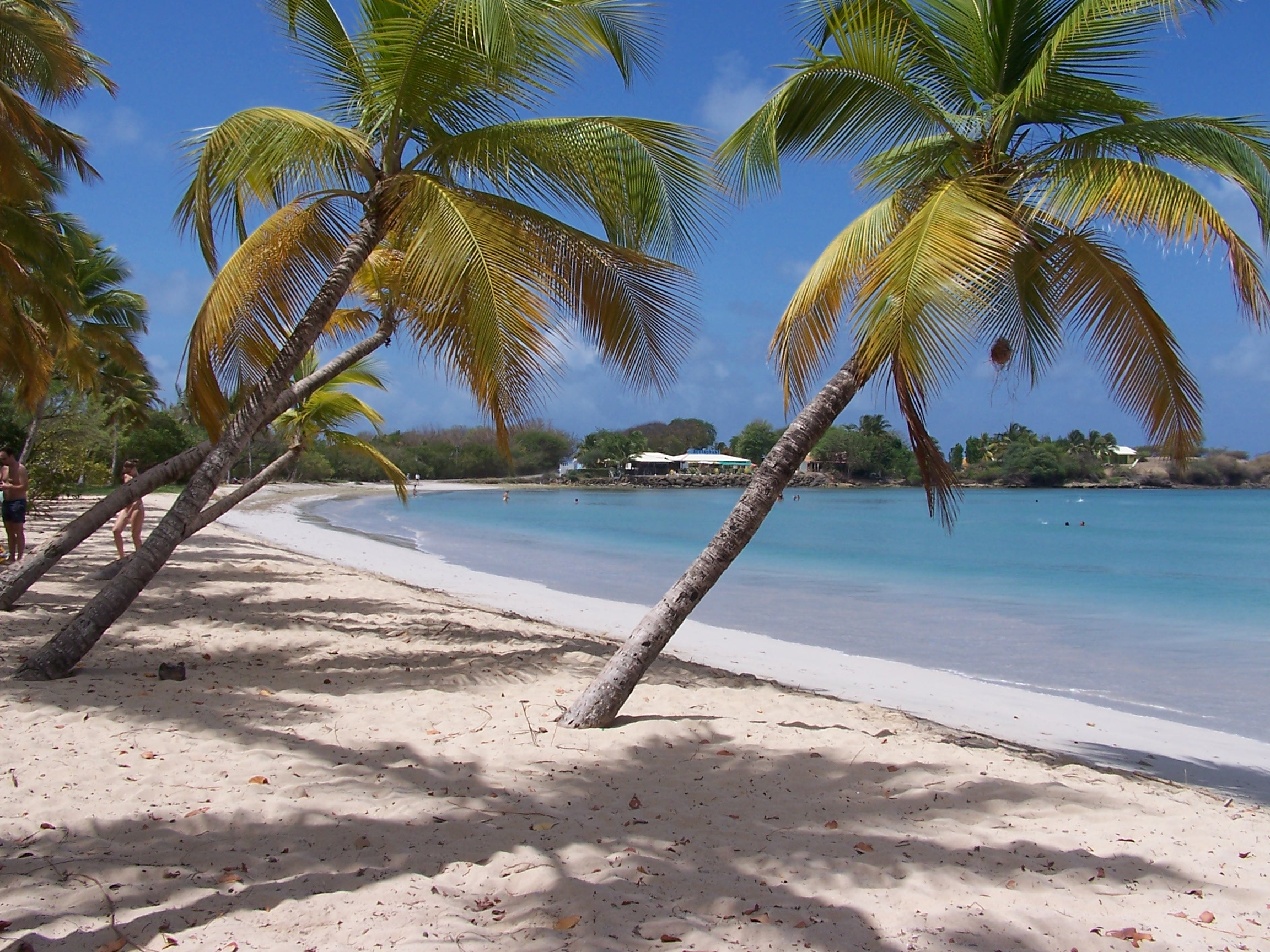
C'est sur la plage des Salines que se déroule la dernière scène du film

Le trio réussit à s'échapper de la ferme attaquée en éliminant un par un les membres de la bande du comte Varèse et le comte lui-même. Dès lors, ils partent récupérer les bijoux, dans le nord de la France auprès d'un certain Santini, qui vient de décéder avant leur arrivée. Après avoir assisté à l'enterrement, à deux doigts d'abandonner, mais aidés par un jeune garçon, ils vont cependant fouiller ses affaires dans une vieille malle ayant appartenu à Santini et finissent par retrouver le butin.
C'est en voulant les monnayer en Belgique que le trio se rend compte qu'il n'a en fait pas d'argent pour payer l'essence. Michel et Serge décident d'attaquer une station-service en pleine campagne mais qui se révèle être le point de rendez-vous de chasseurs ivres qui fêtent leurs souvenirs de régiment. Carla, poussée par ses complices, réussit à s'enfuir. Parvenue à la frontière franco-belge, elle est arrêtée par le commissaire Caillaud, qui est un peu fatigué des remontrances de son divisionnaire. Profitant d'une pause-pipi de son chauffeur, Caillaud s'enfuit avec la voiture qui devait transporter Carla, Michel et Aubin en prison et décide de partager à quatre, en se réfugiant  sous le soleil de la Martinique. Il a simplement oublié que l'île antillaise est bel et bien un territoire français !

## Fiche technique
Sauf indication contraire, les informations mentionnées dans cette section peuvent être confirmées par la base de données cinématographiques Unifrance,  présente dans la section « Liens externes ».
- Titre original français : Laisse aller... c'est une valse
- Titre italien : Tre canaglie e un piedipiatti
- Réalisation : Georges Lautner
- Scénario : Bertrand Blier
- Dialogues : Bertrand Blier, Georges Lautner
- Producteur : Alain Poiré
- Direction de la production : Robert Sussfeld et Roger Debelmas
- Administrateur de la production : Guy Azzi
- Société de production : Gaumont
- Photographie : Maurice Fellous
- Cadre : Alain Boisnard, Yves Rodallec
- Musique originale : Clinic et Phil Steele
- Musique : Alan Reeves
- Décors : Jean d'Eaubonne
- Son : Louis Hochet
- Montage : Michelle David
- Assistant réalisateur : Claude Vital, Robin Davis
- Régisseuse général : Chantal Larouette
- Scènes de bagarres réglées par : Henri Cogan
- Cascades automobiles : Rémy Julienne
- Pays de production :  France -  Italie
- Langue de tournage : français
- Format : couleur (Eastmancolor) — 1,66:1 — Son monophonique — 35 mm
- Durée : 100 minutes
- Genre : comédie policière
- Date de sortie[4] : 
  - France : 7 avril 1971
  - Italie : 29 janvier 1975

## Distribution
- Jean Yanne : Serge Aubin
- Mireille Darc : Carla Aubin

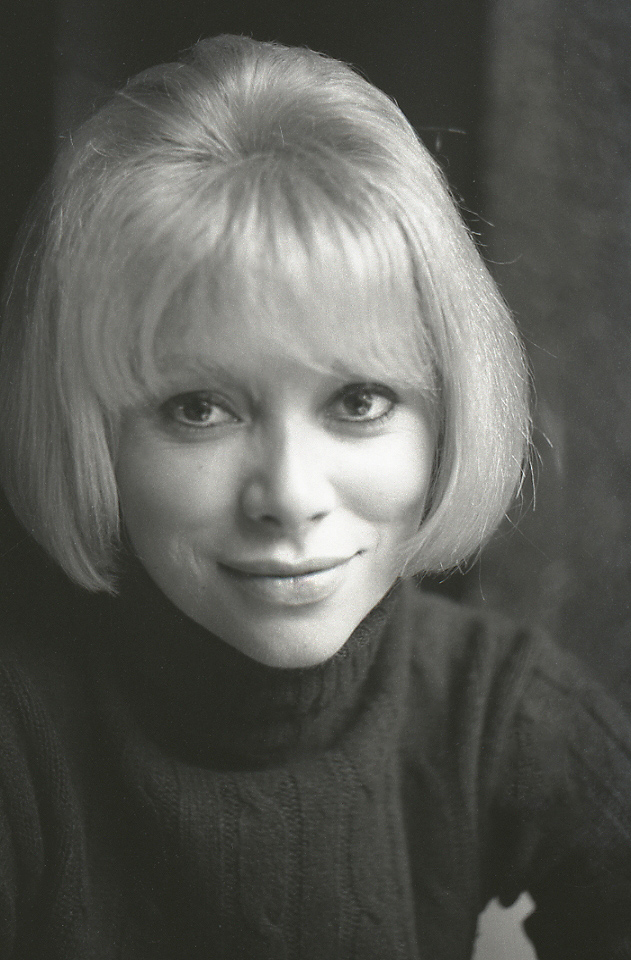
Mireille Darc en 1968

- Michel Constantin : Michel Beddouk
- Bernard Blier : le commissaire Caillaud
- Nanni Loy : le comte Charles Varèse
- Rufus : Mr Fairclouth, le professeur d'anglais
- Venantino Venantini : Tosca l'italien (un homme de Varèse)
- Georges Claisse : Reuter (un homme de Varèse)
- Jess Hahn : Kongo, la brute américaine (un homme de Varèse)
- Coluche : le barman (crédité Colhuche[5])
- Paul Préboist : Pérollas, le pompiste chasseur
- Philippe Castelli : le directeur de la prison
- Daniel Prévost : Pierre (un homme de Varèse)
- Jean-Michel Ribes : Carlo (un homme de Varèse)
- Guy Delorme : Albert (un homme de Varèse)
- Philippe Khorsand : Daniel (un homme de Varèse)
- René Clermont : le commissaire divisionnaire
- René Bouloc : l'employé des pompes funèbres qui pleure
- Jean Luisi : un chasseur blessé
- Georges Rangassami: Djemal, le chauffeur de Varèse
- Pierre Plessis : un chasseur
- Hervé Sand : le pompiste volé
- Raoul Saint-Yves : le premier croque-mort
- Eva Simonet : la mère du petit garçon
- Robert Berri : un chasseur
- Christian Bertola : un chasseur
- Eric Chartier :
- Fabrice Dague : Georges (un homme de Varèse)
- Michel Dacquin : un chasseur
- Maurice Vamby : un chasseur
- Thérèse Lenoir :
- Jean-Christophe Etienne : le petit garçon
- Lucien Frégis : un chasseur
- Jean Martin : un homme de Varèse
- Carole Valois :
- Louis-Lucien Boislaville : un gendarme
- Albert Simon : le présentateur météo des Studios d'Europe1 (non crédité)
- Jacques Paoli : le présentateur du journal des Studios d'Europe1 (non crédité)
- Gérard Darrieu : un homme de Varèse
- Émile Riandreys : Henri, à la station service.
- Claude Melki : le policier conducteur parti faire une pause
- Andréa Ferréol : Simone Tabèche, la voisine

## Autour du film

### Titre
« Laisse aller, c'est une valse » est une expression du nord de la France qui signifie « laisse-toi aller, essaie de te détendre », terme ayant été remis à la mode à la suite de la diffusion du film, dont de nombreuses scènes ont effectivement été tournées dans cette région.

### Générique
- Le générique du film, qui se présente sous la forme d'un petit dessin animé, est une création du réalisateur et auteur de bandes dessinées Georges Grammat[8].

### Tournage
- Le tournage s'est déroulé du 2 novembre 1970 au 10 janvier 1971[9].
- Au début du film, les scènes dans le bar, tenu par Coluche, ont été tournées dans l'ancien bar-restaurant du commerce de Thoiry (78770) situé au 28, rue de la porte Saint-Martin[10].
- Les scènes à la ferme ont été tournées au lieu dit La Berthière à Hermeray (78125)[11].
- La scène durant laquelle Serge Aubin (Jean Yanne) et ses acolytes suivent le corbillard se déroule sur la Grand-Place d'Arras[12],[13].
- La scène du poste des douanes (durant laquelle le personnage joué par Mireille Darc se fait arrêter) a été tournée à Halluin, dans le département du Nord[14].
- La scène de l'attaque de la station-service a été tournée à l'ancien garage Esso, situé sur la RD11, entre Thoiry et Neauphle-le-Vieux.
- La dernière minute du film est filmée sur la plage des Salines, en Martinique.

### Dialogues
- La longue phrase prononcée par le professeur d'anglais (interprété par Rufus) et que celui-ci essaye de faire répéter à Clara (Mireille Darc)[15] est « How much wood would a woodchuck chuck if a woodchuck could chuck wood ? », considérée en anglais comme un virelangue, d'origine artistique[16].

## Sortie et accueil
Sorti en avril 1971, la plupart des critiques de journaux sont assez favorables au film, notamment L'Aurore et Le Canard enchaîné, et même dans Les Lettres françaises sous la plume de Marcel Martin qui le qualifie de « réussite », mais le film ne connaîtra pas le succès des autres œuvres de Georges Lautner. Ce dernier et Jean Yanne ne travailleront d'ailleurs plus ensemble.